# Дураев, Альберт Вахаевич
Альбе́рт Ваха́евич Дура́ев (род. 5 января 1989, Грозный) — российский боец смешанных единоборств, выступающий под эгидой UFC в среднем весе, чемпион России по самбо, призёр Кубка мира по боевому самбо, победитель фестиваля боевых искусств «Единство», серебряный призёр Всемирных игр боевых искусств по грэпплингу, мастер спорта по самбо. Бывший чемпион ACB в полусредней и средней весовых категориях.

## Биография
Чеченец. В детстве занимался боксом. В 2007 году пришёл в зал по джиу-джитсу. До начала своей карьеры бойца MMA выступал на соревнованиях по различным дисциплинам. В смешанных единоборствах дебютировал в 2011 году. Основную часть боёв провёл в таких известных организациях, как M-1 Global и ACB. Дураев становился чемпионом ACB в полусредней и средней весовых категориях. После ухода из российского промоушена вёл переговоры с UFC. Однако в 2020 году стало известно, что Альберт подписал контракт с лигой KSW. Так и не проведя ни одного боя в данном промоушене, Дураев разорвал контракт с польской организацией уже в конце года.
14 сентября 2021 года принял участие в Пятом сезоне Претендентской серии Даны Уайта, где в соперники ему достался бразилец Кайо Фелипе Биттенкорт да Сильва. Бой закончился победой российского спортсмена в первом раунде болевым приёмом. По итогу недели Дураев получил право подписать контракт с UFC.
30 октября 2021 года Дураев дебютировал в американском промоушене. На турнире UFC 267 он выступил против Романа Копылова и в напряжённом поединке выиграл единогласным решением судей.

## Статистика боёв в MMA
| Боёв 21  | Побед 16 | Поражений 5 |
| -------- | -------- | ----------- |
| Нокаутом | 3        | 4           |
| Сдачей   | 9        | 1           |
| Решением | 4        | 0           |

| Результат | Рекорд | Соперник                         | Способ                             | Турнир                                     | Дата             | Раунд | Время | Место                   | Примечание                                     |
| --------- | ------ | -------------------------------- | ---------------------------------- | ------------------------------------------ | ---------------- | ----- | ----- | ----------------------- | ---------------------------------------------- |
| Поражение | 16-5   | Пак Чун Ён                       | Сдача (удушение сзади)             | UFC on ESPN: Холм vs. Буэну Силва          | 15 июля 2023     | 2     | 4:45  | Лас-Вегас, Невада, США  |                                                |
| Победа    | 16-4   | Чиди Нжокуани                    | Раздельное решение                 | UFC Fight Night: Вера vs. Сэндхэген        | 25 марта 2023    | 3     | 5:00  | Сан-Антонио, Техас, США |                                                |
| Поражение | 15-4   | Хоакин Бакли                     | TKO (остановка доктором)           | UFC on ESPN: Каттар vs. Эмметт             | 18 июня 2022     | 2     | 5:00  | Остин, Техас, США       |                                                |
| Победа    | 15-3   | Роман Копылов                    | Единогласное решение               | UFC 267                                    | 30 октября 2021  | 3     | 5:00  | Абу-Даби, ОАЭ           | Дебют в UFC                                    |
| Победа    | 14-3   | Кайо Фелипе Биттенкорт да Сильва | Сдача (залом шеи)                  | Dana White's Contender Series 2021: Week 3 | 14 сентября 2021 | 1     | 3:29  | Лас-Вегас, США          |                                                |
| Победа    | 13-3   | Петр Штрус                       | Единогласное решение               | ACB 89 Abdul-Aziz vs. Bagov                | 8 сентября 2018  | 5     | 5:00  | Краснодар, Россия       | Защитил титул чемпиона ACB в среднем весе      |
| Победа    | 12-3   | Вячеслав Василевский             | Технический нокаут (удары)         | ACB 77 Abdulvakhabov vs. Vartanyan         | 23 декабря 2017  | 1     | 3:47  | Москва, Россия          | Завоевал титул чемпиона ACB в среднем весе     |
| Победа    | 11-3   | Клиффорд Старкс                  | Сабмишном (удушение сзади)         | ACB 67 Cooper vs. Berkhamov                | 19 августа 2017  | 2     | 2:34  | Грозный, Россия         |                                                |
| Победа    | 10-3   | Михаил Царёв                     | Технический нокаут (удары)         | ACB 35 — In Memory of Guram Gugenishvili   | 06 мая 2016      | 1     | 2:45  | Тбилиси, Грузия         | Защитил титул чемпиона ACB в полусреднем весе  |
| Победа    | 9-3    | Устармагомед Гаджидаудов         | Сабмишн (удушение сзади)           | ACB 22 — St. Petersburg                    | 12 сентября 2015 | 5     | 3:40  | Санкт-Петербург, Россия | Завоевал титул чемпиона ACB в полусреднем весе |
| Победа    | 8-3    | Сергей Хандожко                  | Единогласное решение               | ACB 20 — Sochi                             | 14 июня 2015     | 3     | 5:00  | Сочи, Россия            |                                                |
| Победа    | 7-3    | Патрик Кинцл                     | Сабмишном (удушение треугольником) | ACB 16 — Grand Prix Berkut 2015 Stage 3    | 17 апреля 2015   | 3     | 4:50  | Москва, Россия          |                                                |
| Победа    | 6-3    | Дамиан Билас                     | Сабмишном (удушение север-юг)      | ACB 13 — Poland                            | 31 января 2015   | 1     | 2:37  | Плоцк, Польша           |                                                |
| Поражение | 5-3    | Анатолий Токов                   | Технический нокаут (удары)         | M-1 Global — M-1 Challenge 46              | 14 марта 2014    | 1     | 3:21  | Санкт-Петербург, Россия |                                                |
| Победа    | 5-2    | Мелвин ван Сидждэм               | Сабмишн (удушение сзади)           | M-1 Global — M-1 Challenge 40              | 08 июня 2013     | 1     | 0:00  | Джейрах, Россия         |                                                |
| Победа    | 4-2    | Хулио Сесар Алвеш                | Технический нокаут (удары)         | M-1 Challenge 37 — Khamanaev vs. Puhakka   | 27 февраля 2013  | 2     | 3:51  | Оренбург, Россия        |                                                |
| Поражение | 3-2    | Рамазан Эмеев                    | Нокаут (удары)                     | M-1 Global — Fedor vs. Rizzo               | 21 июня 2012     | 1     | 1:36  | Санкт-Петербург, Россия |                                                |
| Поражение | 3-1    | Евгений Фоменко                  | Нокаут (удар коленом)              | UC — Unity Championships 2                 | 01 марта 2012    | 2     | 0:00  | Волгоград, Россия       |                                                |
| Победа    | 3-0    | Ксавьер Фупа-Покам               | Сабмишн (удушение треугольником)   | M-1 Global — Fedor vs. Monson              | 20 ноября 2011   | 2     | 2:37  | Москва, Россия          |                                                |
| Победа    | 2-0    | Али Ахмедов                      | Сабмишн (рычаг локтя)              | UC — Unity Championships                   | 28 октября 2011  | 1     | 0:00  | Волгоград, Россия       |                                                |
| Победа    | 1-0    | Магомедсалам Кайнуров            | Сабмишн (рычаг локтя)              | RMAU Musail Alaudinov Selection            | 28 сентября 2011 | 1     | 4:49  | Каспийск, Россия        |                                                |